# Top FM
Top FM, anteriormente conhecida como Tupi FM, é uma emissora de rádio brasileira que possui uma programação voltada à música popular, inaugurada em 1996.  Opera na frequência de rádio FM 104.1 MHz. A emissora possui a sua concessão de FM na cidade de Guarulhos, e sua sede fica instalada em São Paulo, na região da Avenida Paulista.

## História

### História
Foi Inagurada em 1996 pelo empresário Paulo Masci de Abreu dono do grupo CBS de comunicação como Tupi FM. Do Ano de 1996 até 1999 funcionou na frequência 97.3 Mhz de Itaiba até no dia 1 de Setembro de 1999 quando migrou para frequência 104.1 Mhz de Guarulhos que era ocupada pela Apolo FM.
Em 19 de dezembro de 2013, a então Tupi FM mudou o nome fantasia ás 19h, passando a se identificar como "104.1, a Top do Brasil". A 104.1 perdeu o direito de utilizar o nome Tupi, que pertence aos Diários Associados, grupo de comunicação que administra a Super Rádio Tupi do Rio de Janeiro. A mudança também atingiu a Super Rádio Tupi de São Paulo e as emissoras que compõem a rede da FM 104.1 em Bertioga, Campinas, Mongaguá, Sorocaba, Bauru e Brasília. Em 31 de Janeiro de 2014, a ex-Tupi FM passa a se chamar apenas Top FM. nome que já havia sido usado por algumas rádios da rede.

### Retransmissão em AM
Desde a última semana de novembro de 2014 a programação nacional da Top FM estava sendo transmitida através da 1150 AM, anteriormente ocupada pela Super Rádio. A programação da Top FM é via satélite com uma grade distinta da 104.1 FM. Com isso a Top FM (rede) passa a atingir outros mercados brasileiros, já que a 1150 AM é captada com facilidade em locais distantes em relação a São Paulo (com destaque para o período da noite). Porém em 15 de dezembro de 2014, a Super Rádio volta a ter programação própria desta forma não retransmitindo mais a programação da Rede Top FM.

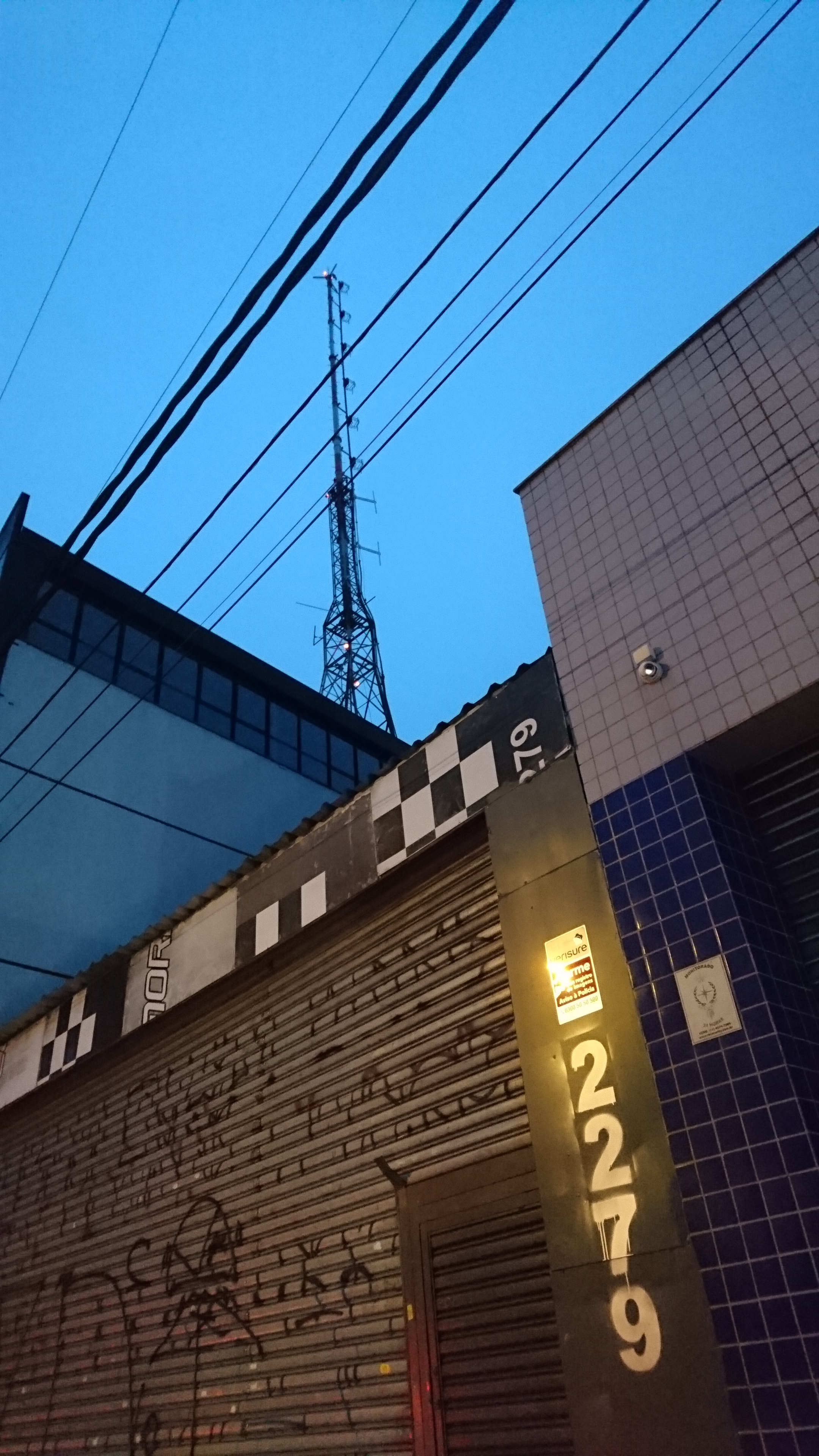
Torre da rádio, localizada no município de Guarulhos, com 6 Elementos em funcionamento, no topo, e 2 Elementos reserva, abaixo.
Em 27 de agosto de 2015, o sinal da frequência 104.1 foi interrompido pela Polícia Federal por estar transmitindo seu sinal de uma área fora de sua concessão (Guarulhos). Em 6 de setembro de 2015, a emissora voltou ao ar com sinal sendo transmitido a partir de Guarulhos. Com o retorno, a rádio alterou a sua potência de 170 KW para 188 KW, assim como a localização da Antena, que está em Guarulhos no bairro Picanço numa altitude de 770 m, inferior a da Avenida Paulista, que era de 830m. Esse fato piorou a qualidade do sinal em São Paulo, Osasco, Itapecerica da Serra, Cotia e algumas outras regiões. Porém, o sinal melhorou em Guarulhos, Mogi das Cruzes,Arujá e Itaquaquecetuba.